# Alissa Johnson
Alissa Johnson (* 28. Mai 1987 in Plattsburgh) ist eine ehemalige US-amerikanische Skispringerin.

## Werdegang
Johnson, die mit fünf Jahren gemeinsam mit ihrem Bruder Anders Johnson mit dem Skispringen anfing, begann ihre internationale Karriere bei FIS-Springen 2003. Am 23. Juli 2004 gab sie in ihrer Heimat Park City ihr Debüt im Skisprung-Continental-Cup. Dabei sprang sie in den beiden Springen auf Anhieb unter die besten zehn. Diese Leistungen konnte sie mehrfach in der Saison wiederholen und erreichte so am Ende der Saison 2004/05 den 9. Platz in der Gesamtwertung. In den folgenden Jahren schwankten ihre Leistungen stark. In der Saison 2006/07 erreichte sie erneut den 9. Platz in der Gesamtwertung. Am 13. September 2008 gewann sie in Lillehammer ihr erstes Springen. Bei der Nordischen Skiweltmeisterschaft 2009 in Liberec erreichte sie im Einzelspringen von der Normalschanze den 20. Platz. Die Saison 2009/10 beendete sie nach guten Leistungen erneut auf dem 9. Platz in der Gesamtwertung.
Bei den Nordischen Skiweltmeisterschaften 2011 in Oslo erreichte Johnson den 20. Platz von der Normalschanze. Im Oktober 2011 erreichte sie beim FIS-Springen in Lake Placid den dritten Platz.
Johnson wird trainiert von Casey Colby und besucht aktuell das Westminster College in Salt Lake City.

## Erfolge

### Weltcup-Platzierungen
| Saison  | Platz | Punkte |
| ------- | ----- | ------ |
| 2011/12 | 31.   | 73     |
| 2012/13 | 27.   | 99     |
| 2013/14 | 37.   | 54     |

### Grand-Prix-Platzierungen
| Saison | Platz | Punkte |
| ------ | ----- | ------ |
| 2012   | 41.   | 02     |
| 2013   | 40.   | 16     |

### Continental-Cup-Siege im Einzel
| Nr. | Datum              | Ort         | Typ         |
| --- | ------------------ | ----------- | ----------- |
| 1.  | 13. September 2008 | Lillehammer | Großschanze |

### Continental-Cup-Platzierungen
| Saison  | Platz | Punkte |
| ------- | ----- | ------ |
| 2004/05 | 09.   | 304    |
| 2005/06 | 11.   | 402    |
| 2006/07 | 09.   | 454    |
| 2007/08 | 29.   | 104    |
| 2008/09 | 14.   | 317    |
| 2009/10 | 09.   | 419    |
| 2010/11 | 27.   | 180    |
| 2011/12 | 19.   | 90     |